# Gastronomia de la cort reial coreana
La gastronomia de la cort reial coreana —Joseon Wangjo Gungjung yori— fou l'estil de cuina coreana tradicionalment consumida a la cort de la dinastia Joseon, que va governar Corea de l'any 1392 fins al 1910. Es deia que havien de servir-se dotze tipus diferents de plats acompanyats per arròs i sopa, en bangjja, coberts i utensilis de bronze fets a mà.

## Història

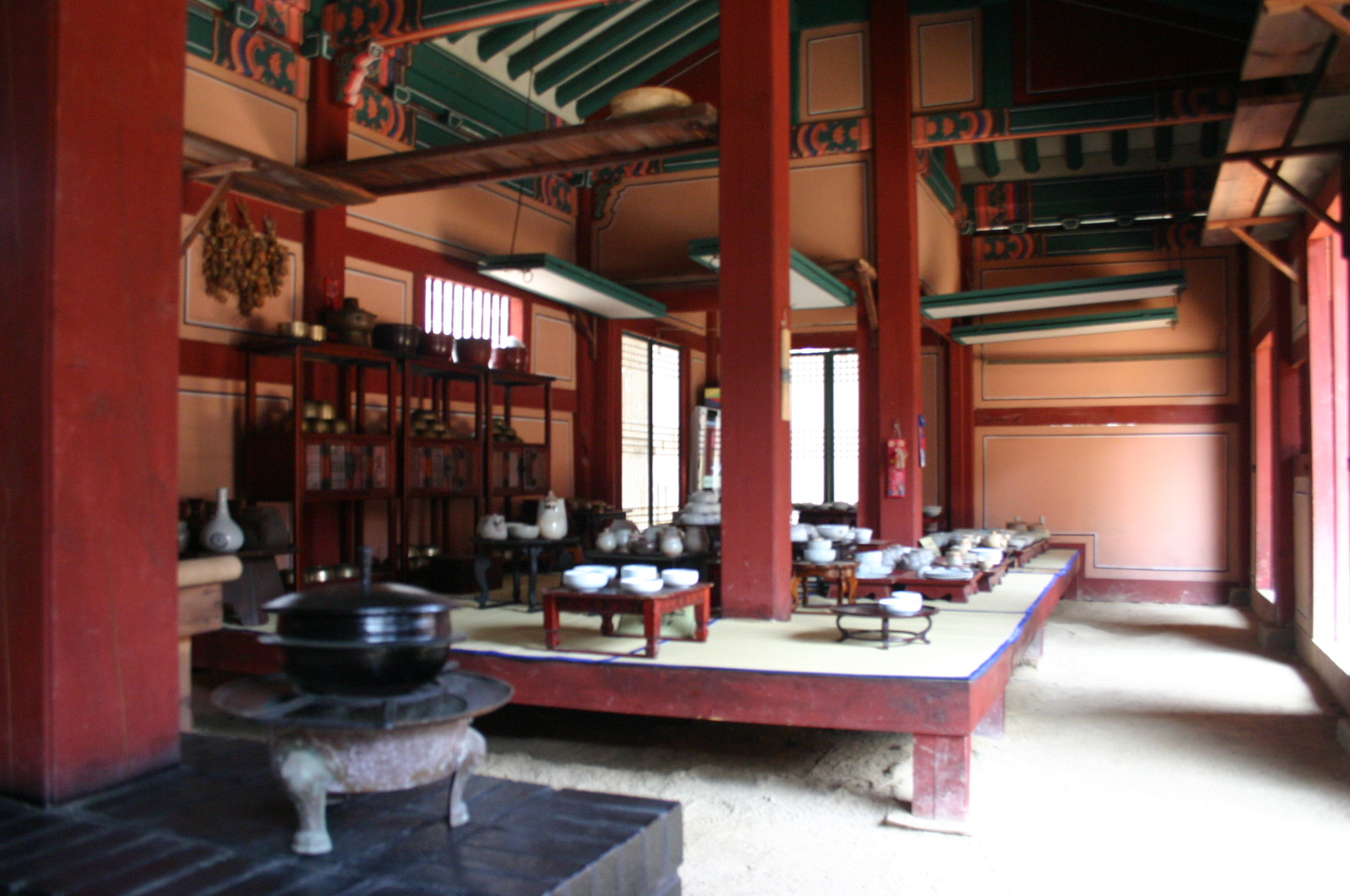
Maqueta d'una cuina real a Dae Jang Geum, on treballaven les gungnyeo (cortesanes)

Conegudes col·lectivament com a gungjung eumsik a l'època premoderna, les receptes i aliments del palau reial eren reflex del caràcter opulent dels antics governants de la península coreana. La riquesa de la reialesa queda reflectida en exemples tan antics com els del regne Silla, quan es va construir un llac artificial (l'Anapji, situat a Gyeongju) amb diversos pavellons i salons destinats solament a celebrar grans banquets, i també fou construït un canal per alimentar les fonts, el Poseokjeong, amb l'únic propòsit de col·locar superficialment els vasos de vi durant l'escriptura de poemes.
La reialesa es feia arribar a palau les millors delícies regionals, reflectint així el regionalisme dels regnes i els països limítrofs de la península. Encara que s'han trobat registres de la celebració de banquets previs al període Joseon, la majoria d'ells assenyalen una gran varietat d'aliments sense esmentar els aliments i receptes específiques presents en els àpats. Les receptes cuinades per a la família reial no eren de temporada, com les dels obrers, sinó que variaven significativament d'un dia a altre. Les vuit províncies del regne eren representades per torns mensuals al palau reial mitjançant ingredients enviats pels seus governants, factor que oferia als cuiners un ampli assortiment d'ingredients a utilitzar per als àpats reials.
L'alimentació constituïa un tret fonamental en el període Joseon. Es van crear càrrecs oficials dins els Sis Ministeris (Yukjo, 육조) que eren els encarregats de tots els afers relacionats amb l'adquisició i el consum d'aliments i begudes per a la cort reial. La Junta de Personal (Ijo, 이조) incloïa càrrecs específics per obtenir arròs per a la família reial. La Junta de Ritus (Yejo) era la responsable del menjar preparat per als ritus ancestrals, el subministrament de vins i altres begudes, i els aliments medicinals. També hi havia centenars d'esclaus i dones que treballaven a palau en tasques com elaborar tofu, licor, te i tteok (pastissos d'arròs). Les dones eren les cuineres del palau reial i eren plebees o de famílies de baix estatus. Aquestes dones es dividien en grups d'habilitats específiques o «burós», com ara el Buró de menjars especials (Saenggwa-bang, 생과 방) o el Buró de cuinar aliments (Soju-bang, 소주방). Aquestes cuineres podrien haver estat ajudades, quan fos necessari, per cuiners aliens al palau en el banquets de més envergadura.
Durant el període Joseon solien servir-se cinc àpats al dia al palau reial, i els registres suggereixen que aquest costum venia des de més antic. Tres d'aquests àpats eren sencers, mentre que els de primera hora de la tarda i el de després del sopar eren més lleugers. El primer àpat, mieumsang (미음 상), se servia a l'alba els dies que el rei i la reina no prenien herbes medicinals. Consistia en farinetes d'arròs (juk, 죽) fetes amb ingredients com l'abalone (Jeonbokjuk), arròs blanc (huinjuk), bolets (beoseotjuk), pinyons (jatjuk) i sèsam (kkaejuk). Els plats d'acompanyaments consistien en kimchi, nabak kimchi, ostres, salsa de soja i d'altres elements. Es creia que les farinetes donaven vitalitat als reis per a tot el día.
Les sura (수라) eren els àpats principals del dia. L'esmorzar se servia a les 10 del matí i els àpats de la tarda se servien entre les 6 i les 7. En un grup de tres taules (surasang, 수라상) solien servir-se dos tipus d'arròs, dos de sopa, dos d'estofat (jjigae), un plat de jjim (carn estofada), un plat de jeongol (una mena de cassola de carn i verdura), tres tipus de kimchi, tres de jang (장) i dotze acompanyaments anomenats els dotze cheop (12 첩). Els menjars es feien al suragan (수라간), una sala específicament dissenyada per a prendre els àpats, amb el rei assegut a l'est i la reina a l'oest. Cada un tenia el seu propi grup de taules i era atès per tres serventes de palau conegudes com a sura sanggung (수라상 궁). Aquestes dones retiraven les tapes dels bols i oferien el menjar als reis després d'assegurar-se que no estava enverinat.
Aquest patrimoni alimentari coreà fou inscrit pel govern com a Propietat Cultural Immaterial Han Bongnyeo (한복려; 韓福麗) i és Tresor Nacional Viu del país.

## Plats principals servits en bol

### Sura

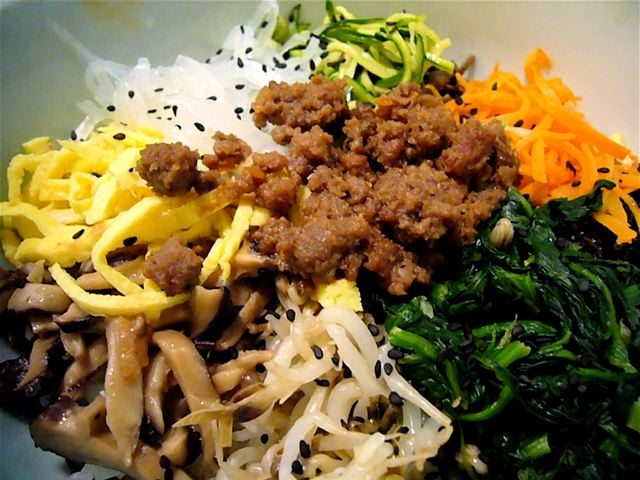
Detall dels ingredients d'un goldongban o bibimbap

El Sura (수라) és un bol d'arròs i cereals bullits. S'han de servir sempre dos tipus de sura, incloent sempre el blanc.
- Sura blanc (흰수라): arròs bullit sense ingredients addicionals.
- Sura vermell (홍반): arròs bullit en l'aigua de coure mongetes azuki.
- Sura cinc cereals (오곡 수라): fet bullint arròs, arròs dolç, mill glutinós i mongeta azuki.
- Goldongban (골동반): arròs bullit barrejat amb verdures al vapor, carn rostida i un ou fregit. Al palau reial, el bibimbap era conegut com a goldongban.

### Juk, mieum o Eung-i
El Juk (죽) i el mieum (미음) o Eung-i (응 이) són tipus de farinetes d'arròs que normalment se serveixen al matí. El juk és més espès que el mieum en la textura, semblant-se al gruel occidental.
- Omija eungi (오미자 응 이): en primer lloc es bullen baies d'omija i després s'afegeix mel. Es retiren les baies cuites i s'afegeix midó de fesol xinès, tornant a bullir el líquid.
- Sok mieum (속미음): es bullen a foc lent arròs dolç, jujubes vermelles, arrel de ginseng i castayes.
- Jatjuk: l'arròs s'aboca i s'afegeixen pinyons abans de bullir l'aigua.
- Hangin Juk (행인 죽): es pelen ossos d'albercoc i es molen amb arròs, fent bullint la barreja.
- Heukimjajuk (흑임자 죽): es molen llavors de sèsam negre i es couen amb arròs.
- Tarakjuk (타락죽): es bull en aigua arròs remullat i s'afegeix llet de vaca, coent-t'ho una mica més.
- Janggukjuk (장국 죽): es bullen junts carn de vedella picada i bolets xiitake tallats.
- Altres plats inclouen el dalgyal samhap mieum, jo mieum, sok mieum, chajo mieum, yulmu eungi, nokmal eungi o omija eungi.

### Guksu

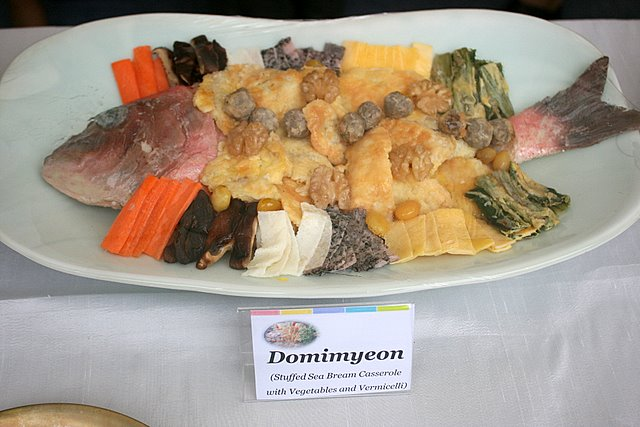
Domimyeon, besuc a la cassola farcit amb verdures i fideus vermicelli

El Guksu (국수) és un plat de fideus fets de farina de blat o, preferiblement, blat sarraí.
- Myeon sinseollo (면 신선로): es bullen espatlla de carn en rodanxes bullides, paeju (패주), julivert coreà i brots de bambú en rodanxes en brou de vedella. Els fideus guksu bullits s'afegeix al final.
- Onmyeon (온면): s'afegeix brou a carn rostida, ou, i als fideus guksu.
- Nanmyeon (난면): es barreja farina de blat amb ous per fer els fideus. Es serveixen després amb brou de carn.
- Domimyeon (도미 면): sopa de fideus feta amb peix, ou en rodanxes, llavors de gingko, nous, mandonguilles fregides i pinyons.
- Altres plats de guksu són jangguk naengmyeon, kimchiguk naengmyung o bibim naengmyeon.

### Mandu i ddeokguk
El Mandu (만두) és un dumpling cuit o al vapor. La massa es fa amb farina de blat o fajol, i s'omple amb diversos ingredients.
- El tteokguk (떡국) és una sopa feta de tteok, pastissos d'arròs glutinós.
- Jangguk mandu (장국 만두): farcit amb kimchi, porc i tofu.
- Saengchi mandu (생치 만두): farcit faisà, Filipendula, col i bolet xiitake, amb massa de farina de fajol. Es cou en brou de carn.
- Donga mandu (동아 만두): fet amb meló blanc, pollastre i midó. Es cou al vapor i després en brou de carn.
- Eo mandu (어 만두): fet amb peix tallat molt fi com embolcall al voltant d'un farciment de vedella picada, verdura i espècies.
- Pyeonsu (편수): fet amb vedella, cogombre, brots de mongeta verda, xiitake i Umbilicaria esculenta.
- Tteokguk (떡국): tteok tallat a rodanxes i cuit en brou de carn. Es serveix amb pancakes d'ou a rodanxes i carn picada rostida.
- Altres varietats són el gyuasang (규 아상) i junchi mandu (만두).
- Eo mandu (어 만두): Mandu fet amb carn de peix en rodanxes fines com a embolcall i farcit de carn picada, verdures i diverses espècies.

## Plats

### Tang
El Tang és un tipus de sopa fet amb espatlla de vedella, budell, os i faldilla.
- Malgeun guk (맑은 국): es un tipus de sopa calenta i clara, que inclou daikon-guk (무국), la sopa de vedella, la de wakame, la de matsutake, etcètera.
- Gomguk: es una sopa espessa feta coent els ingredients a foc molt lent. Inclou gomtang (곰탕), seolleongtang (설렁탕), yukgaejang (육개장), etcètera.
- Tojangguk (토장국): sopa condimentada amb doenjang (pasta de soja fermentada) amb tonjangguk de col, d'espinacs, etcètera.
- Naengguk: sopa freda. Inclou el kkaeguktang, el oinaengguk i la de wakame.

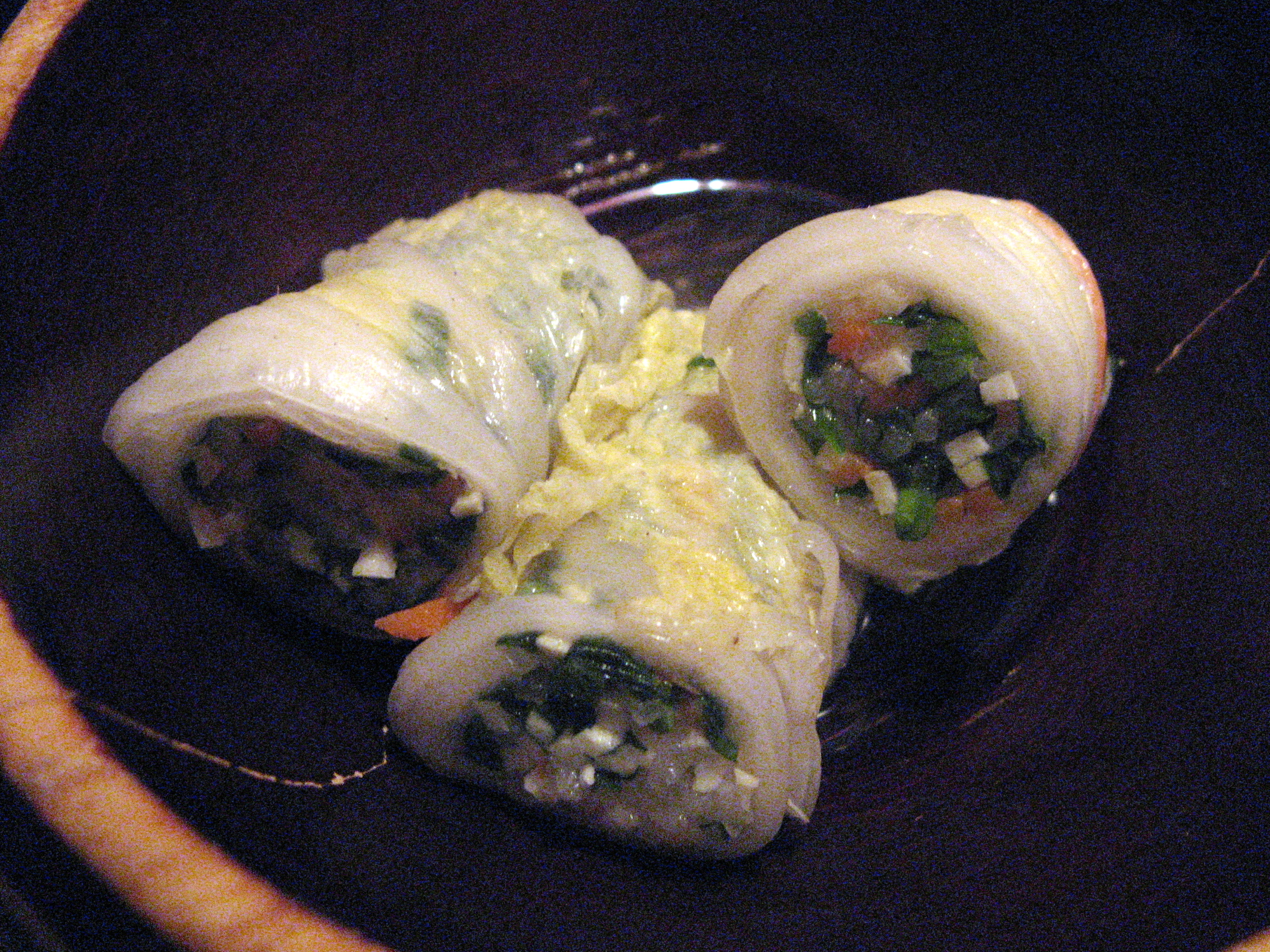
Baechuseon, rotllo de bachu al vapor i farciment

### Jochi i gamjeong
El Jochi (조치) i el gamjeong (감정) són plats semblants a estofats que s'anomenen jjigae. Si es condimenten amb gochujang se'ls anomena gamjeong. El Jochi es condimenta amb sal o amb gamba en salaó.
Altres varietats són: el gamjeong de cranc, el de cogombre, el Jochi d'ostra, el de carbassó, el de peix, etcètera.

### Jjim i seon
El jjim (찜) consisteix en vedella, porc i peix cuits o al vapor i condimentats amb verdures. El seon (선) és verdura al vapor, tofu i peix farcit amb vedella o pollastre i ceba.
Altres variants són: jjim de peix globus, bure jjim (부레 찜), jjim de besuc, dubuseon (두부 선, tofu al vapor amb farciment), gajiseon (가지 선, d'albergínia), oiseon (오이 선, amb cogombre), hobakseon (호박 선, amb carbassó), Museon (무선, amb daikon), baechuseon (배추 선, amb col napa), etcètera.

## Jeongol i sinseollo

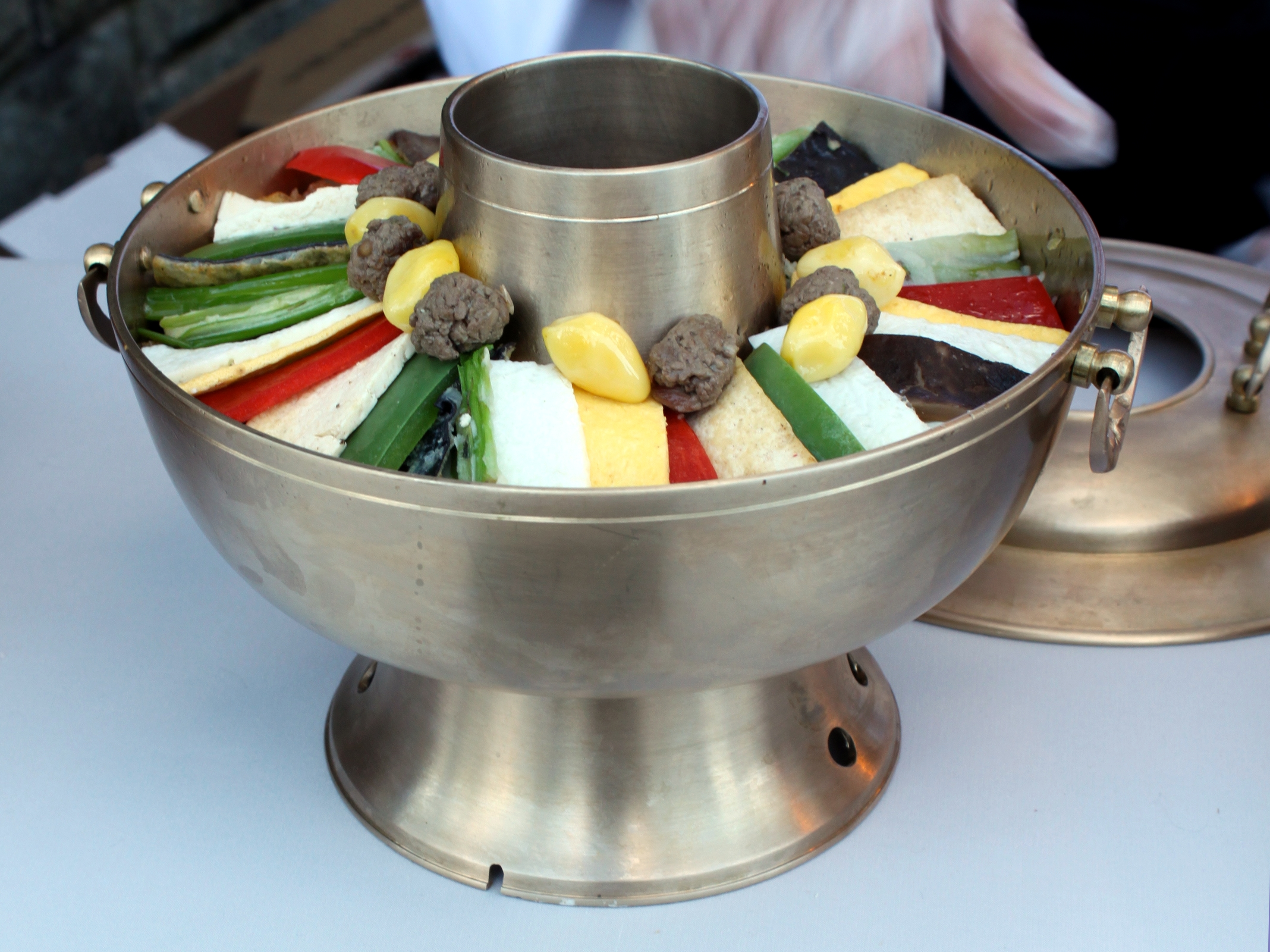
Sinseollo

El jeongol i el sinseollo són semblants a l'estofat occidental o al hotpot xinès. El sinseollo, que és un tipus de jeongol, es cou en brou de carn amb diverses verdures i bolets en una olla especial amb forats. El jeongol i el sinseollo se serveixen en un fogó portàtil. D'entre les diverses varietats es poden trobar Domi guksu jeongol fet amb fideus i besuc, Nakji jeongol fet amb pop o Dubu jeongol, fet amb tofu.

## Guarnicions

### Saengchae
El saengchae (생채) és com una amanida condimentada amb sal, vinagre, salsa de soja o mostassa. D'entre les diverses varietats es poden trobar Mu saengchae feta amb daikon ratllat, Oi saengchae amb cogombre, Deodeok saengchae o Seomchorongkkot saengchae.

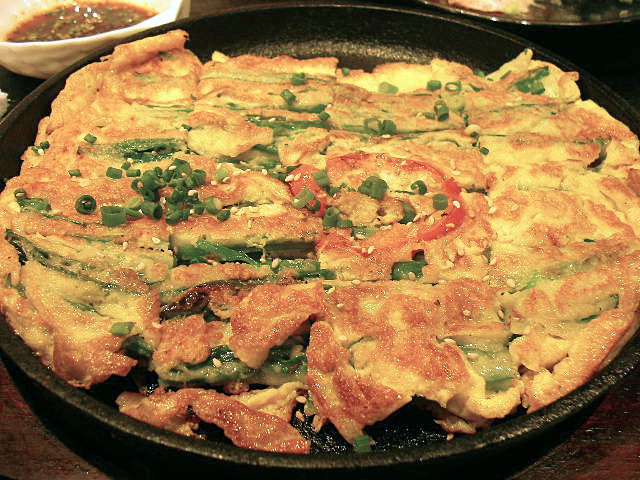
Bindaetteok, jeonyuhwa fet amb frèjol xinès molt i altres ingredients

### Namul
El namul (나물) és qualsevol tipus de verdura al vapor condimentada amb bitxo, all, ceba tendra, sal i oli de sèsam o perilla. Les verdures típiques típiques utilitzades són l'espinac, el daikon, la falguera reial, la falguera, el carbassó, els brots de mongeta verda, els brots de bambú, etcètera. En alguns casos també poden usar-se dangmyeon, fideus de midó de patata, i vedella rostida.

### Jorigae
El jorigae (조리개) és una sèrie d'aliments molt cuits amb condiments forts. S'usen principalment carns, peixos i verdures.

### Jeonyuhwa
El jeonyuhwa (전 유화), o de vegades jeon, és un plat semblant a un pancake d'ous, farina i altres ingredients barrejats. Els ingredients principals es poden arrebossar lleugerament amb ou i farina de blat.

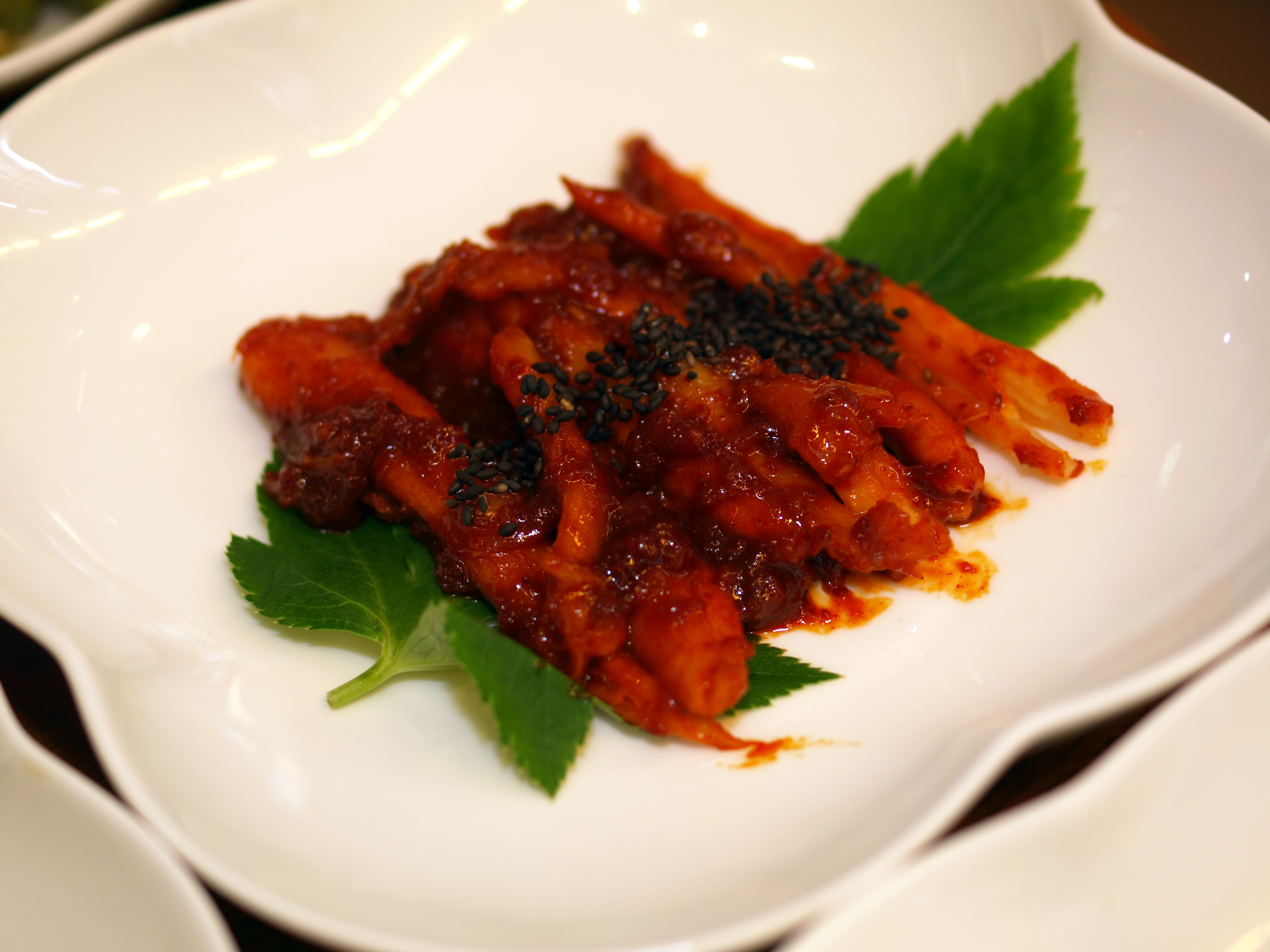
Deodeok gui

### Gui
Gui és el nom genèric per als plats coreans rostits i condimentats. Els principals ingredients que s'utilitzen són l'alga laver, vedella, arrel de deodeok (Codonopsis lanceolata; 더덕), peix, bolets, verdura, brots d'Aralia elata (두릅), etcètera.

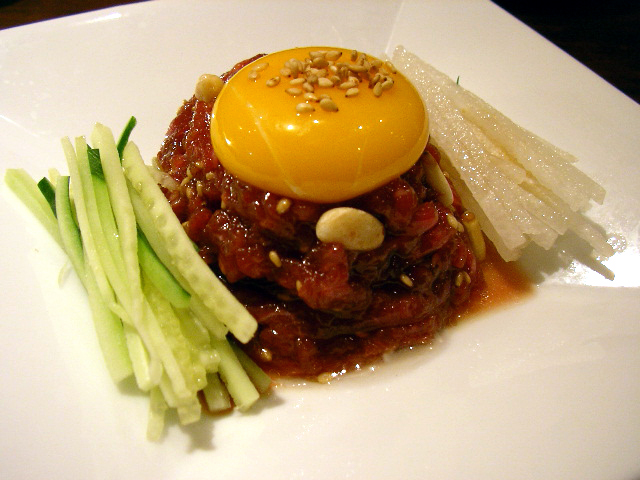
Yukhwe (육회, 肉膾)

### Hoe
El hoe (회) és peix o vedella crua condimentada. Es troben el Yukhoe, el Gaksaek hoe (각색회) o elGabhoe (갑회) entre d'altres

### Jang
Les jang (장류) són salses, com Cheongjang (청장), salsa de soja amb vinagre, Gochujang, salsa de pasta de soja i bitxo,
Chogochujang (초고추장), salsa de pasta de soja, bitxo i vinagre i Gyeojajeub (겨자즙), una salsa de mostassa.

### Banchan
S'anomena banchan (반찬) a uns platets que acompanyen l'arròs, entre els que es poden esmentar Deoungui (더운구이), carn o peix rostits, Jorim, carn, peix i verdura lleugerament cuits i condimentats, Janggwa (장과), verdura fermentada en salsa de soja, Jeotgal, peix salat i fermentat, o Hoe (회), vedella o peix cru, entre d'altres.

## Postres
El Tteok és un pastís fet principalment amb arròs, que es menja com a postres o en el Chuseok, que cau el dia quinzè del vuitè mes al calendari lunar. Aquests pastissos d'arròs varien utilitzant des de l'arròs de soja vermella a llavors de sèsam. La majoria són suaus i dolços.

## Te i ponxs de fruita
- Sikhye: ponx dolç d'arròs. Es tracta d'una icònica beguda tradicional coreana, trobant-se avui en dia diverses variants en llauna.
- Sujeonggwa: beguda dolça aromatitzada amb gingebre i canyella. Se li afegeixen caquis secs estovats i pinyons al servir-la.
- Hwachae de fruita: ponx fet barrejant diverses fruites, o només una. Es solen utilitzar en la seva elaboració cireres, maduixes, préssecs i meló. També hi ha hwachae fet amb pètals d'azalea, pol·len de pi o rodanxes de pera en aigua condimentada i endolcida amb mel i sucre.